# Проспект Мустакиллик
Проспект Мустакиллик (Независимости) (до 2008 года — улица Пушкинская, до 1899 года — Лагерный проспект) — улица в центре Ташкента, идущая радиально в северо-восточном направлении от сквера Амира Тимура, расположенного в одном из архитектурно-планировочных центров современного Ташкента, до пересечения с проспектом Мирзо Улугбека.

## История улицы
Улица Мустакиллик — одна из старейших улиц города, возникшая в новой строящейся для колониальной администрации части города после захвата Ташкента в 1865 году в Российской империей. Улица проложена на месте древней дороги, идущей из Ташкента по направлению к истокам реки Чирчик и её главных притоков. По этой дороге в средние века проходил один из торговых путей из Семиречья и Ферганы в Чач (Ташкент).
Радиальная улица начиналась от заложенного в 1882 году на пересечении двух других центральных улиц нового города — Московского проспекта и Кауфманского проспекта Константиновского сквера, который сначала был проезжим.
Первоначально улица получила название Лагерный проспект. В 1899 году, в год празднования столетия со дня рождения русского поэта А. С. Пушкина, его имя по инициативе колониальной администрации Ташкента было присвоено этой улице.
В мае 2008 года улица была переименована в улицу Мустакиллик, то есть Независимости.

## Архитектурные достопримечательности улицы
С Пушкинской улицей связаны многие события в общественной, исторической и культурной жизни Ташкента, также эта улица интересна и в архитектурном отношении. Она является одной из самых зеленых и красивых улиц города.
Здесь сохранились дома старинной дореволюционной постройки, в которых в XIX веке жили купцы, чиновники и офицеры Ташкентского гарнизона.
Также на улице имелся ряд домов довоенной постройки, такие, как например старое здание Узбекской государственной консерватории имени Ашрафи и некоторые другие здания.
После Ташкентского землетрясения 1966 года многие дома дореволюционной постройки были снесены и на Пушкинской улице выросли современные многоэтажные жилые дома и административные здания.

### Замечательные здания
Первым зданием по правой стороне улицы было одноэтажное здание Волжско-Камского коммерческого банка, одного из пяти крупнейших банков, оперировавших в старом Туркестане. В настоящее время на этом месте находится комплекс гостиницы «Узбекистан».

Улица Пушкинская, Ташкент. Справа здание Волжско-Камского коммерческий банка

Первым домом по левой стороне улицы было здание детского приюта для детей солдат завоевателей, как он официально назывался в документах своего времени. Позднее это здание было снесено и на его месте было построено несколько новых зданий, в том числе здание знаменитой школы № 50. В конце 30-х годов XX века на углу улицы (Пушкинская, дом 1) концерном «Узбеквино» было построено здание в классическом стиле с колоннами, в котором вскоре после его постройки стал располагаться Ташкентский горком Коммунистической партии Узбекской ССР. После постройки для горкома партии нового здания в нём стал располагаться Союз писателей Узбекистана.

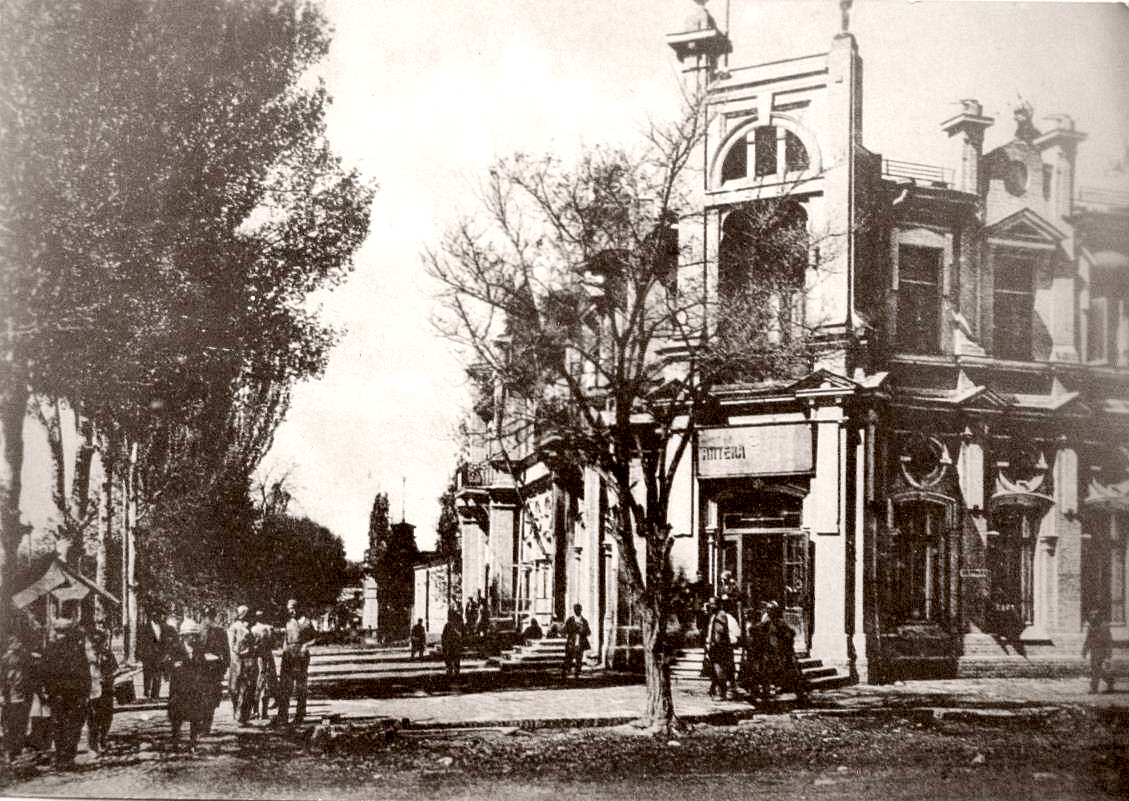
Здание аптеки Каплана

Далее по левой стороне улицы сохранилось в перестроенном виде одно из самых запоминающихся зданий улицы, являющееся образцом характерного для начала XX века стиля модерн — здание аптеки Каплана. Оно было построено в 1906 году по проекту архитектора Г. М. Сваричевского и первоначально принадлежало аптекарю И. И. Краузе, а после его смерти было продано Каплану. В советское время в этом здании располагалось Министерство Просвещения, затем Университет Марксизма-ленинизма. В настоящее время в нём располагается банк.
На левой стороне улицы в дореволюционный период располагалась кондитерская Эйслера, славящаяся своими пирожными и булочками с кремом. Здание кондитерской было снесено после землетрясения, а на его месте был построен жилой четырёхэтажный дом, в первом этаже которого расположился гастроном «Москва». В кафетерии гастронома в советское время торговали пирожными, также славящимися своим изысканным вкусом.
Другое известное здание на левой стороне Пушкинской улицы — так называемый «новый телеграф», который после революции 1917 года стал называться Главпочтамтом. Это здание было построено специально в 1911 году для почтово-телеграфного ведомства и выполняло свои функции до конца XX века.

Ташкент. Улица Пушкинская. Дом «со львами»

Рядом со зданием Главпочтамта располагалось всем известное в Ташкенте здание со скульптурным изображением двух львов на крыльце дома. Здание было построено по проекту ташкентского инженера Николая Ботвинкина.
В дореволюционный период по правой стороне улицы располагалось здание «Пушкинской школы», женской прогимназии.
В конце улицы Пушкинской, на месте пересечения её с улицей Асакинской в 1897 году был возведен многоглавый собор Св. Сергия Радонежского, который хорошо просматривался прямо от Центрального сквера города. Собор был в начале 30-х годов XX века закрыт и в нём располагался так называемый «клуб Металлистов», а в середине 30-х годов XX века здание собора было снесено.
По правой стороне улицы на берегу арыка Дархан располагалось здание бани Метрикова. Эта баня просуществовала в городе до начала XXI века.
Канал Дархан, в настоящее время практически не существующий, который пересекал улицу на окраине города, являлся границей улицы Пушкинской. В настоящее время, как память о некогда протекавшем здесь арыке, сохранился топоним — название этого места: «Дархан-арык» или «Дархан».

### Монументы и памятники
В начале XX века Пушкинская улица была продлена до реки Салар и за неё.
В 1904—1905 годах генерал Шорохов на собственные средства разбил в конце улицы Пушкинский сквер, где затем был установлен бюст поэта. Со временем бюст был заменен на памятник в полный рост, который простоял до 1966 года и был поврежден землетрясением. В 1974 году в этом сквере, получившем название Пушкинский, был торжественно открыт новый памятник поэту А. С. Пушкину. В 2015 году памятник Пушкину перенесён в скверик у бывшего Дворца культуры текстильщиков.
В 1990 году на площади Хамида Алимджана (бывшая Асакинская) установили памятник писателю Хамиду Алимджану работы скульптора Якова Шапиро. В 2017 году памятник демонтирован и перемещён на Аллею литераторов в парке Миллий Бог.

## Транспорт
В 1902 году вдоль Пушкинской улицы была проложена линия конной железной дороги (конки). В 1908 году в Ташкенте начало работать бельгийское акционерное общество «Ташкентский трамвай», которое в 1913 году запустило работу трамвая по Пушкинской. Первоначально линия была узкоколейной и имела одну колею, вследствие этого она была оборудована характерными разъездами на остановках. Впоследствии трамвайная линия по Пушкинской линии стала двухколейной и стала иметь широкую колею. В начале 70-х годов XX века трамвайная линия по Пушкинской улице была демонтирована. В 1980 году был запущен участок Чиланзарской линии Ташкентского метрополитена, идущий вдоль улицы под землёй. Вблизи улицы располагаются станции метро «Сквер Амира Темура», «Хамида Алимджана» и «Пушкинская».

## Пушкинская улица в литературе
Пушкинкая улица Ташкента отражена в произведениях ряда литераторов и воспоминаниях известных людей, живших в Ташкенте в разные годы.
Ташкентский писатель Л. П. Тримасов в своей повести «Ночи без тишины», описывая объезд революционным милицейским патрулём ночного Ташкента в 1918 году, пишет об этой улице так:

…

«Споря то громко, то шепотом, поругиваясь порой, мы добрались до Пушкинской улицы. Свернули направо, к Сергиевской церкви. Она стояла посреди улицы и была видна с самого дальнего конца проспекта — городского сквера. Высокая, с позолоченными куполами, она глядела на нас темной громадой и вселяла какую-то, с детства ещё внушенную, робость. Невольно мы смолкли и шагом обогнули церковь, глянули на паперть — пуста. Никого. Остановились. Была у нас здесь не писаная передышка — треть маршрута отмахали, можно закурить. Кто спешивался, подпругу оглядывал, кто коня поил в арыке, звенящем день и ночь у обочины мостовой».
— Л. П. Тримасов «Ночи без тишины. Повесть-воспоминания»/ Ташкент, Изд. «Ёш гвардия», 1964., с. 10.
Вот что пишет Надежда Мандельштам в своих воспоминаниях о военных годах в Ташкенте, которые она провела в эвакуации, живя в старом ташкентском доме вместе с Анной Ахматовой, об этой улице:

…

«Вот один из кадров, вынутых из памяти. Яркая улица с маленькими домами и высокими деревьями. Это отличительная черта Ташкента — диспропорция между домом и деревом, но сейчас — после землетрясения — она, наверное, утеряна. С той улицы спускаются вниз крутые улочки на Алайский базар. Чудный восточный базар, где горой лежат крупные овощи, фрукты, соблазнительные и недоступные, висят бараньи туши, с рук продаются плоские белые хлебцы по умопомрачительной цене, черные бабы торгуют восточной дрянью, которая вязнет на зубах и имеет приторно-сладкий вкус. Одним концом эта улица упирается в небо, а другим -в площадь, которую мы с Ахматовой прозвали „Звездой“ („В Париже площадь есть. Её зовут Звезда“), выдумав про генерала Кауфмана, будто он мечтал о Париже и, планируя город, заставил улицы влиться в площадь как в парижскую Этуаль. Я шла по улице — от площади в конец и вглубь, к небу и встретила своего сапожника Сергея Ивановича…».
— Н. Я. Мандельштам «Вторая книга: Воспоминания»/ Подготовка текста, предислов., примеч. М. К. Поливанова. - М.: Моск.рабочий, 1990. с. 487-488.
Известная современная писательница Дина Рубина также упоминает улицу Пушкинскую в своем романе, действие которого происходит в Ташкенте в послевоенные годы:

…

«У входа в консерваторию тоже слоняются нищие. Они очень надоедливые, хотя не все, — вот, на Пушкинской, между домами 39 и 41 всегда сидит инвалид, играет на камышовой дудке одну и ту же бесконечную мелодию — однообразную, очень грустную. Никогда ничего не просит, костыли рядом лежат, на земле. Люди проходят и тоже что-то дают».
— Д. И. Рубина «На солнечной стороне улицы»/ М.:, Изд. «Эксмо», 2008.

## Фотографии улицы

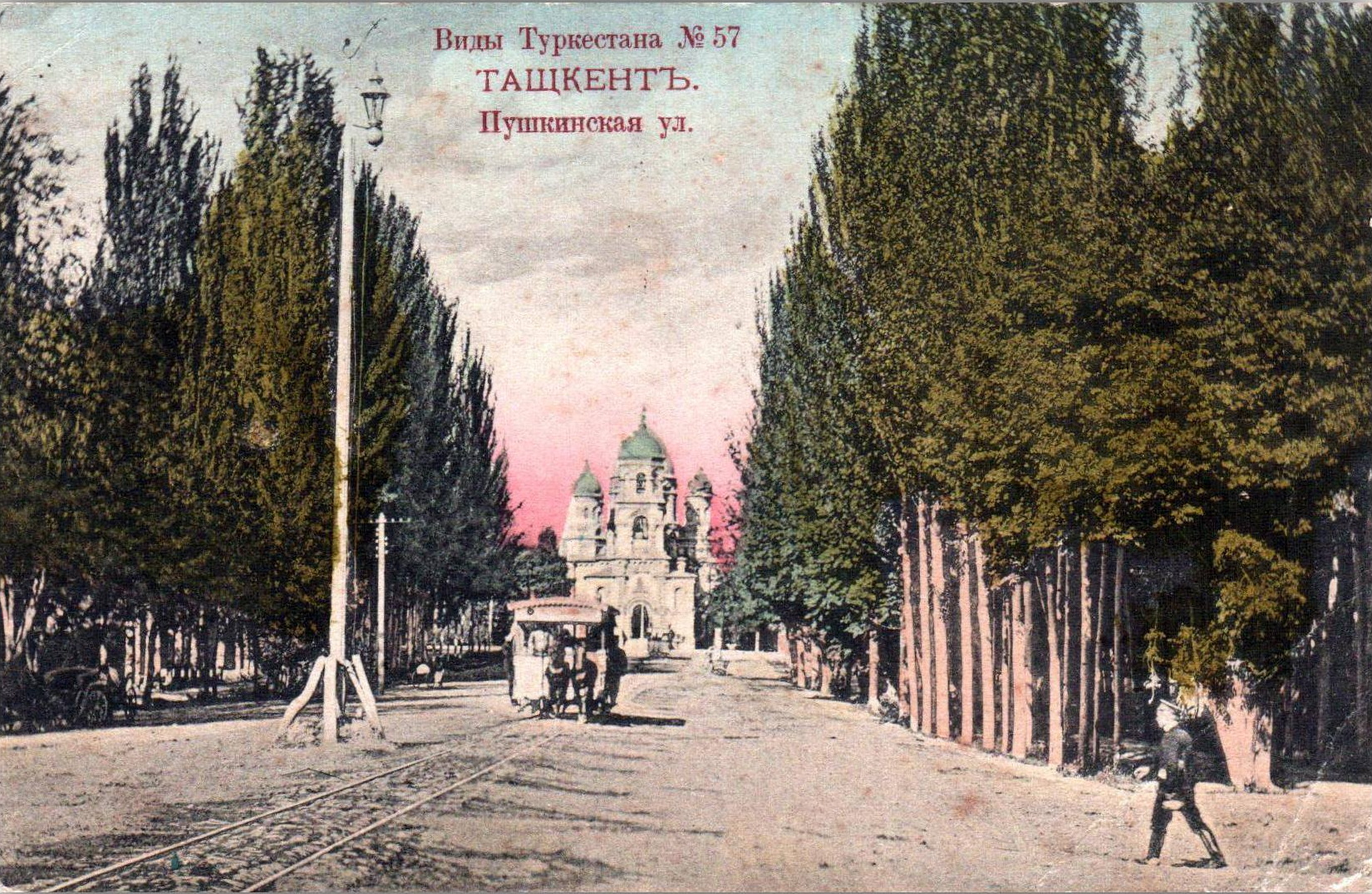
Ташкент. Пушкинская улица. Вид на здание храма Сергия Радонежского
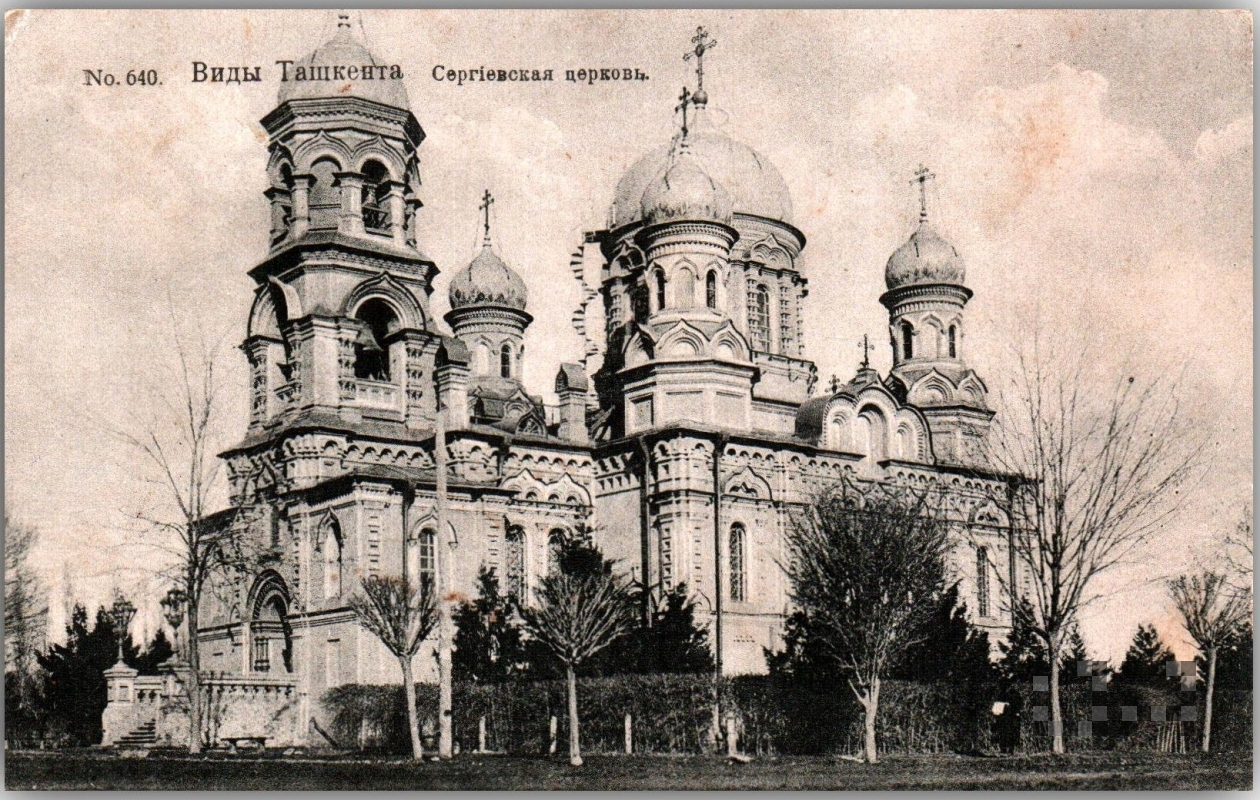
Ташкент. Храм Сергия Радонежского
Ташкент до 1900 года. Вид с улицы Пушкинской на Сергиевскую церковь
Здание почтово-телеграфного ведомства на Пушкинской улице в Ташкенте. Около 1900 года
Здание почтово-телеграфного ведомства на Пушкинской улице в Ташкенте
Здание аптеки Каплана на Пушкинской улице
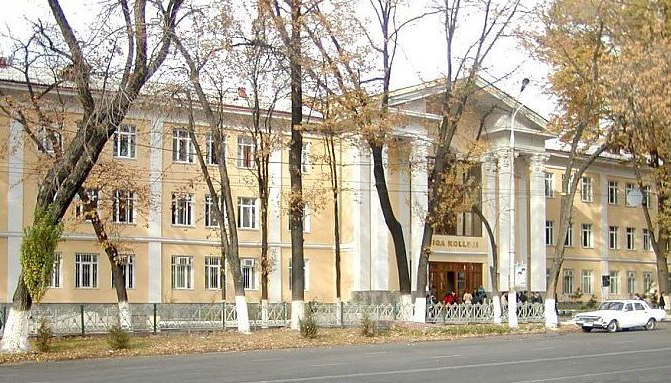
Старое здание консерватории на Пушкинской улице
Здание гостиницы «Узбекистан», стоящее на правой стороне улицы Пушкинской